# 陸軍機密費横領問題
陸軍機密費横領問題（りくぐんきみつひおうりょうもんだい）は、田中義一が立憲政友会入りする際の「持参金」300万円の出所に関わる疑惑である。

## 概要
陸軍大将であった田中が1925年に政界に転身し、立憲政友会入りをした際に、300万円の持参金を用意していた。出所について尋ねられた田中は、神戸の実業家の乾新兵衛から借りたと言っていたが、シベリア出兵の際の陸軍機密費を横領して乾に渡し、それを乾が公債に替えて田中に渡したものではないか、という疑惑が持ち上がった。シベリア出兵で露軍から捕獲した1000万ルーブル相当の金塊が、朝鮮銀行経由で内地に輸送され、宇都宮の倉庫に保管されていたが放火されて行方不明となり、これも持参金になった疑惑がある。
1926年（大正15年）3月4日に衆議院で憲政会の中野正剛代議士がこの問題を取り上げ、帝国議会でも審議された。告発を受けた東京地方裁判所検事局は受理したものの、担当した石田基次席検事が、同年10月30日に大森駅 - 蒲田駅間の鉄橋下で変死体となって発見され、手続は延び延びとなった。結局、同年12月27日、後任の検事正が証拠不十分で不起訴処分とした。
他にも田中は同じ長州藩にルーツを持つ藤田組との関係が強く、その一族の久原房之助の政界入り及び初当選直後の閣僚抜擢についても何らかの金が動いたのではと言われた。
石田検事の変死は、松本清張の『昭和史発掘』にも取り上げられている。松本は、鉄道をめぐる怪事件として、戦後に起きた「下山事件」との共通点を論じている。